# Oplopomus oplopomus
Oplopomus oplopomus és una espècie de peix de la família dels gòbids i de l'ordre dels perciformes.

## Morfologia
- Els mascles poden assolir 10 cm de longitud total.[2][3]

## Hàbitat
És un peix marí, de clima tropical (22 °C-29 °C) i associat als esculls de corall que viu entre 1-30 m de fondària.

## Distribució geogràfica
Es troba des de l'Àfrica oriental fins a les Illes de la Societat i les Illes Ryukyu.

## Observacions
És inofensiu per als humans.